# Миронов, Геннадий Иванович
Генна́дий Ива́нович Миро́нов (род. 1944) — советский, российский музыкант, дирижёр, Заслуженный работник культуры Карельской АССР (1983), Заслуженный деятель искусств Российской Федерации (1996).

## Биография
Учился в музыкальной школе. Окончил в 1964 году Казанское музыкальное училище по классу баяна (преподаватель А. М. Герасимов).
В 1972 году окончил Ленинградскую государственную консерваторию по классу баяна и классу дирижирования (преподаватели — Д. А. Матюшков, В. Р. Столяр).
В 1972—1973 годах работал преподавателем в музыкальном училище Тольятти.
В 1974—1998 годах — преподаватель Петрозаводской государственной консерватории имени А. К. Глазунова, руководитель студенческого оркестра русских народных инструментов.
С декабря 1974 года — основатель и руководитель оркестра русских народных инструментов «Онего» в Петрозаводске.
В 2000 году удостоен звания Почётный гражданин Петрозаводска.
Лауреат премии Республики Карелия «Сампо» (2013).

## Семья
Супруга — Нина Ивановна Дорошина — Заслуженный работник культуры Республики Карелия и Российской Федерации.
Сын — Алексей — солист Екатеринбургского государственного академического театра оперы и балета.